# Verwaltungsgemeinschaft Oberes Geratal
La Verwaltungsgemeinschaft Oberes Geratal est une communauté d'administration allemande qui regroupe 7 communes du land de Thuringe, dans l'arrondissement d'Ilm, au centre de l'Allemagne. En 2015, sa population est de 9 120 habitants.

## Source de la traduction
- (de) Cet article est partiellement ou en totalité issu de l’article de Wikipédia en allemand intitulé « Verwaltungsgemeinschaft Oberes Geratal » (voir la liste des auteurs).